# Casa al carrer Muralla de Sant Antoni, 81 (Valls)
La Casa al carrer Muralla de Sant Antoni, 81 és una obra de Valls (Alt Camp) protegida com a Bé Cultural d'Interès Local.

## Descripció
Casa entre mitgeres situada al carrer Muralla de Sant Antoni. És un edifici de Quatre altures, planta baixa i tres pisos. La façana és molt austera, caracteritzada per la simetria dels vans. Les finestres balconeres es troben emmarcades per cornises motllurades. La planta baixa es diferencia pel trencament de la simetria amb dos grans arcs rebaixats. Els dos mostren restes de pintures, indicant una anterior ús comercial.
La façana presenta despreniments en l'arrebossat i incrustacions de ciment mostra de les diferents consolidacions austeres que s'han realitzat.